# Mehdili (Bərdə)
Mehdili è un comune dell'Azerbaigian situato nel distretto di Bərdə. Conta una popolazione di 1 152 abitanti.